# Густаво Адольфо Беккер
Густáво Адóльфо Бéккер (ісп. Gustavo Adolfo Bécquer, справжнє ім'я Густаво Адольфо Домінгес Бастіда, ісп. Gustavo Adolfo Domínguez Bastida; 17 лютого 1836, Севілья — 22 грудня 1870, Мадрид) — іспанський поет-романтик. У наш час він вважається однією з найважливіших фігур в іспанській літературі, а деякі вважають його другим за популярністю письменником після Мігеля де Сервантеса. Він прийняв псевдонім Беккер, як його брат Валер'яно Беккер, художник, зробив раніше. Він був пов'язаний з рухами романтизму і постромантизму і писав, поки реалізм мав успіх в Іспанії. Він був помірно добре відомий за життя, але більшість його робіт було опубліковано після його смерті. Його найвідоміші твори — «Рими і легенди», які зазвичай публікуються разом як «Rimas y leyendas». Музику на вірші Беккера писали композитори: Альбенис, Фалья, Момпоу, Хоакін Турина.
У його творчості сучасний підхід до традиційної поезії і темам, він вважається засновником сучасної іспанської лірики. Вплив Беккера на іспанських поетів ХХ століття можна відчути в творах: Луїса Чернуди, Октавіо Паса і Джанніни Браскі, Антоніо Мачадо, Хуана Рамона Хіменеса.
Сам Беккер перебував під впливом: Сервантеса, Шекспіра, Гете, Генріха Гейне.

## Біографія
Густаво Адольфо Беккер народився в 1836 році, його звали Домінгес Бастід, але він вибрав друге прізвище свого фламандського батька — Беккер, так як сім'я була відома в місті. Беккер залишився сиротою в ранньому віці: він втратив батька у 5 років, а матір — 6 років по тому. Молодий Густаво почав своє навчання у школі Сан-Антоніо-Абад, поки в 1846 році він не був прийнятий в школу Сан-Тельмо, морська установа. Саме в цій школі він познайомився з Нарцисо Кампільо, з яким він здружився.
У 1853 році, у віці сімнадцяти років, він переїхав до Мадриду, щоб здійснити свою мрію — зробити собі ім'я відомого поета. Життя в Мадриді було непростим. Мрія про удачу, яка направила його до міста, змінилася реальністю бідності і розчарування.
Поет помер 22 грудня 1870 роки від туберкульозу, хвороби, відомої як «романтична хвороба» через те, що була наскільки поширена в період романтизму в Іспанії. Перш ніж ця трагічна хвороба забрала його життя, Беккер попросив свого доброго друга, Аугусто Феррана, теж поета, спалити всі його листи і замість цього опублікувати його вірші, так як він думав, що, коли він помре, його робота буде більш цінною. Його тіло було поховано в Мадриді, а потім перевезено в Севілью разом з тілом його брата.

## Рання кар'єра
Після декількох невдалих комерційних спроб з друзями письменник, нарешті, влаштувався письменником в невелику газету. Це, однак, тривало недовго, і незабаром Густаво знову залишився без роботи. Саме тоді, в 1855 році, Валериано прибув до Мадрида, і Густаво переїхав жити до свого брата. Після цього вони ніколи не розлучались.
Після кількох інших невдалих спроб опублікувати свої роботи, молодий письменник почав писати комічні п'єси для театру, щоб заробити собі на життя. Приблизно в 1860 році Родрігес Корреа знайшов Беккеру урядову посаду, звідки його незабаром звільнили за те, що він витрачав час на написання і малювання на роботі.

## Особисте життя
У 1861 році Беккер зустрів Касту Естебан Наварро, вони побрались у травні 1861 року. У Касти і Густаво було троє дітей: Грегоріо Густаво Адольфо, Хорхе і Еміліо Еусебіо. Третя дитина, можливо, була плодом позашлюбних стосунків Касти. Поет був нещасливий у цьому шлюбі, тому цей сюз розпався у 1868 році.

## Останні роки життя
У 1870 році Валер'яно захворів і помер 23 вересня. Це жахливо вплинуло на Густаво, який в результаті переніс серйозну депресію. Опублікувавши в журналі кілька коротких творів, поет також тяжко захворів і помер в бідності в Мадриді 22 грудня, майже через три місяці після свого любого брата. Причина смерті обговорюється: в той час як його друзі описали симптоми туберкульозу легенів, більш пізніше дослідження показує, що він, можливо, помер від ускладнень з печінкою. Кажуть, що деякі з його останніх слів були «Acordaos de mis niños» («Пам'ятайте не забувайте, мої діти».)

## Творчість
Беккер виділявся у віршах і прозі. Він писав з досконалістю легенди, газетні статті, п'єси, поезію. «Рими» одне з найважливіших творів іспанського автора. Найбільш видатний його репертуар описаний нижче.
- «Літературні листи до жінки»[3](1860—1861)
- "З моєї камери "(1864)
- «Гора Душ»(1861)[4]
- «Вірте в Бога» (1862)
- «Поцілунок» (1863)
- «Роза пристрастей» (1864)
- «Творіння» (1861)

## Переклади українською мовою
Українською мовою вірші Беккера перекладали Олена Криштальська та Григорій Латник.